# Sima Bahous

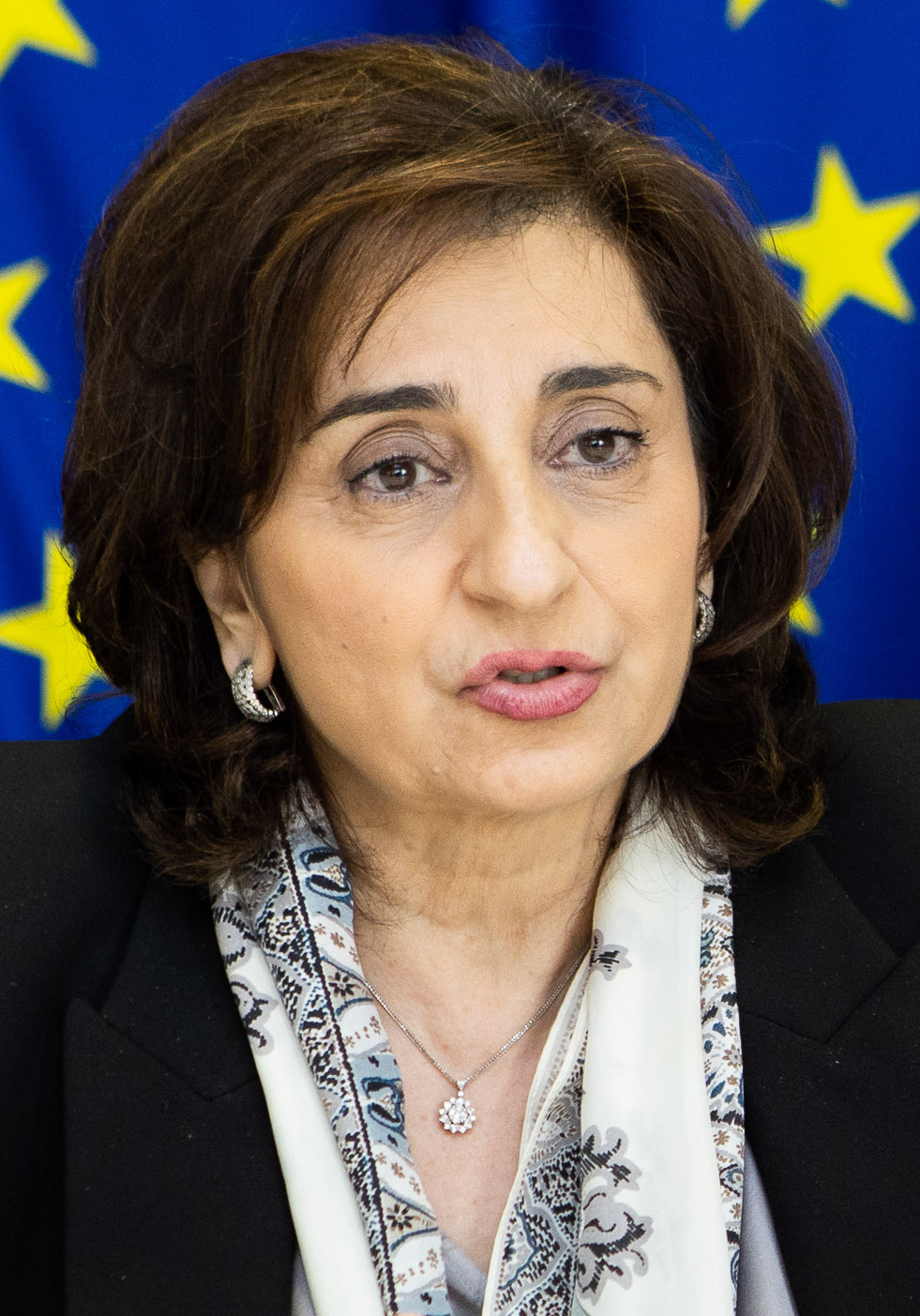
Sima Sami Bahous (2023)

Sima Sami Bahous (arabisch سيما سامي بحوث, DMG Sīmā Sāmī Baḥūṯ; geb. 26. Juni 1956) ist eine jordanische Diplomatin. Sie ist seit September 2021 Exekutivdirektorin von UN Women, der Organisation der Vereinten Nationen für die Gleichstellung und Ermächtigung der Frauen.

## Herkunft und Ausbildung
Sima Bahous kam 1956 zur Welt. Sie absolvierte ein Bachelorstudium in Englischer Literatur an der Universität von Jordanien in Amman, ein Masterstudium in Literatur und Theaterwissenschaften an der University of Essex und promovierte 1988 an der Indiana University in Kommunikationswissenschaften. Ihre Dissertation trug den Titel Communication Policy and Planning for Development: The Jordan Television Corporation: A Case Study.

## Karriere
Bahous war von 1994 bis 1995 Leiterin der Öffentlichkeitsarbeit der UNICEF in Amman, im Anschluss von 1996 bis 1997 Entwicklungsberaterin bei der Weltgesundheitsorganisation in der jeminitischen Hauptstadt Sanaa. 1997 kehrte sie nach Jordanien zurück und übernahm das Amt als Exekutivdirektorin der König Hussein und Königin Nūr-Stiftung. 2001 übernahm sie die Leitung des Kommunikations- und Informationsstabes des Al-Maqar, des Königlich-Haschemitische Hofstaats, und wurde Beraterin von König Abdullah II. Sie lehrte an der Yarmuk-Universität und der Petra University Entwicklungstheorie und Kommunikationswissenschaft.
Bahous wurde 2005 Vorsitzende des Obersten Medienrates in Jordanien und wechselte 2008 als stellvertretende Generalsekretärin der Arabischen Liga nach Kairo.
Von 2012 an war sie stellvertretende Generalsekretärin des Entwicklungsprogramms der Vereinten Nationen (UNDP) und Direktorin des UNDP-Regionalbüros für die Arabischen Staaten. Im August 2016 wurde sie Ständige Vertreterin Jordaniens bei den Vereinten Nationen in New York ernannt, wo sie Dina Kawar ablöste, die zur jordanischen Botschafterin in den USA berufen wurde.
Im September 2021 wurde Bahous von UN-Generalsekretär António Guterres als Nachfolgerin von Phumzile Mlambo-Ngcuka zur Exekutivdirektorin von UN Women ernannt. 2022 forderte sie wegen zahlreicher Vorwürfe von sexueller Gewalt im Russisch-Ukrainischen Krieg eine unabhängige Untersuchung.

## Publikationen
- Sima Bahous: Creating Opportunities for Youth — The Way Forward for the Arab World. In: Huffington Post. 1. April 2014 (englisch).
- Sima Bahous: New momentum in response to the Syria crisis: We must seize the moment. In: Ahram. 31. März 2015 (englisch).
- Sima Bahous: Saving lives, preserving dignity, and securing the future in Syria. UNDP, 5. November 2015 (englisch).
- Sima Bahous: Water More Important Than Oil for the Future of the Arab World. In: Huffington Post. 5. Dezember 2013 (englisch).

## Privates
Bahous ist mit Ziad Rifai verheiratet und Mutter einer Tochter Jahan.